# Gobryas I.
Gobryas I. bzw. Gubaru (altpersisch Gaubaruva, babylonisch Ugbaru, elamisch Kambarma; † 27. Oktober 538 v. Chr.) war der Gouverneur von Sagartien in Gutium (einer medischen Provinz nördlich von Babylon) und der Anführer der Armee von Kyros II., welche die Stadt Babylon einnahm und den chaldäischen König Nabonid gefangen nahm, nachdem Ugbaru die Seiten gewechselt hatte. Ugbaru wurde anschließend von Kyros II. als Statthalter (Satrap) von Babylon eingesetzt. Nach dessen Tod übernahm der Sohn von Kyros II., der spätere König Kambyses II. diesen Posten.

## Nabonid-Chroniken
Die Nabonid-Chroniken erzählen die Eroberung von Babylon folgendermaßen: Kyros II. kämpfte im siebzehnten Regierungsjahr von Nabonid im Monat Tašritu gegen die Babylonier. Am vierzehnten Tag des Monats nahm er Sippar kampflos ein und Nabonid flüchtete. Zwei Tage später, am sechzehnten Tag des Monats, also am 12. Oktober 539 v. Chr., eroberte Ugbaru mit der Armee von Kyros II. Babylon kampflos, und Nabonid wurde gefangen genommen. Kyros II. selbst kam am dritten Tag des Monats Araḫsamna, also am 29. Oktober 539 v. Chr. nach Babylon. Weiter heißt es: „Ugbaru [im Original hier Gubaru genannt], sein [sc. Kyros II.] Statthalter, berief die Statthalter in Babylon. Vom Monat Kislimu bis zum Monat Addaru kehrten die Götter von Akkad, die Nabonid nach Babylon heruntergebracht hatte, zurück zu ihren Orten. In der Nacht des elften Tages des Monats Araḫsamna starb Ugbaru.“
Dabei stellt sich die Frage, ob Ugbaru im selben Jahr starb, wie die Eroberung stattfand, also acht Tage nachdem Kyros II. nach Babylon gekommen war und somit am 6. November 539 v. Chr. Dafür spricht, dass kein neues Jahr erwähnt wird. Umgekehrt stellt sich die Frage, wieso in der grundsätzlich chronologischen Erzählung zwischen diesen beiden Ereignissen im achten Monat der Einschub der Rückkehr der Götter im neunten und zwölften Monat zu finden ist, so dass sein Tod auf das Folgejahr, sprich den 27. Oktober 538 v. Chr., zu datieren wäre. Dafür sprechen könnte auch der Aufbau der Nabonid-Chroniken. Denn diese sind in Regierungsjahre gegliedert, die jeweils mit einem waagrechten Strich abgegrenzt werden. Da mit der Festnahme von Nabonid auch seine Regierungszeit endete, gab es kein achtzehntes Regierungsjahr, in dem der Tod von Ugbaru hätte aufgelistet werden können.

## Xenophon
Xenophon erzählt in seinem Werk Kyrupädie in Kapitel 4.6.1 von einem „Gobryas, ein Assyrer in vorgerücktem Alter“. Da der babylonische König seinen Sohn umbrachte, wechselte Gobryas die Seiten und unterstützte Kyros II. In dieser Erzählung ist die Einnahme von Babylon mit mehr Kampf und Gewalt verbunden. So schreibt Xenophon in Kapitel 7.5.26-30:

„Nachdem man diese Worte gewechselt hatte, brach man auf. Einige von denen, die ihnen entgegenkamen, wurden erschlagen, einige wichen wieder zurück, einige brachen in lautes Geschrei aus. Die Männer um Gobryas schrien ebenfalls, als ob auch sie zu den Festteilnehmern gehörten. Sie gingen so schnell wie möglich voran und erreichten in Kürze den Königspalast. Die Einheiten des Gobryas und des Gadatas fanden die Tore des Palastes verschlossen vor. Die Männer aber, die die Aufgabe hatten, die Wachen außer Gefecht zu setzen, fielen über sie her, als sie gerade an einem großen Feuer saßen und tranken, und sie behandelten sie sofort als Feinde. […] Die Männer um Gadatas und Gobryas fielen in großer Zahl über ihn [sc. den König von Babylon] her. Auch die Leute in seiner Umgebung starben: der eine, während er Deckung suchte, der andere, als er weglaufen wollte, der nächste, während er sich, so gut es ging, zur Wehr setzte.“

 Es ist wahrscheinlich, dass dieser Gobryas identisch ist mit Ugbaru aus den Nabonid-Chroniken.

## Buch Daniel
In der biblischen Menetekel-Erscheinung von Belšazar (der Sohn und Stellvertreter von Nabonid) wird Daniel die Deutung offenbart, dass das babylonische Reich geteilt und den Medern und Persern gegeben wird (Dan 5,28 ). Das Kapitel schließt damit, dass noch in derselben Nacht Belšazar getötet wird (Dan 5,30 ). Als Nachfolger folgt Darius der Meder auf den Thron. So heißt es in Dan 6,1-3 

„Und Darius der Meder empfing die Königsherrschaft, als er zweiundsechzig Jahre alt war. Darius hielt es für gut, hundertzwanzig Satrapen über das Königreich einzusetzen, verteilt im ganzen Königreich, und über sie drei hohe Amtsträger – von denen einer Daniel war –, damit jene Satrapen ihnen Rechenschaft ablegten und der König nicht zu Schaden käme.“

 Historisch problematisch ist, dass eine Perserherrschaft über Babylon nicht belegt ist und auch zeitlich nicht möglich ist, da der Perserkönig Kyros II. offiziell als Nachfolger von Nabonid gilt. Deshalb geht eine Mehrzahl der Forscher davon aus, dass es Darius nie gegeben hat. Teilweise wird aber die Meinung vertreten, dass Ugbaru dieser Mederkönig Darius ist. Begründet wird das damit, dass Ugbaru selbst aus der medischen Provinz Guti stammte und seine Befugnisse in Babylon in seiner Funktion als Satrap de facto die eines Königs waren. Außerdem stimmt die Aussage bezüglich der Einsetzung von Satrapen mit den Nabonid-Chroniken überein. Weiter stimmt das erwähnte Alter von 62 Jahren mit der Aussage von Xenophon über das „vorgerückte Alter“ überein.